# Konopnica (powiat Wieluński)
Konopnica is een dorp in het Poolse woiwodschap Łódź, in het district Wieluński. De plaats maakt deel uit van de gemeente Konopnica en telt 840 inwoners.